# Cabinet des Médailles

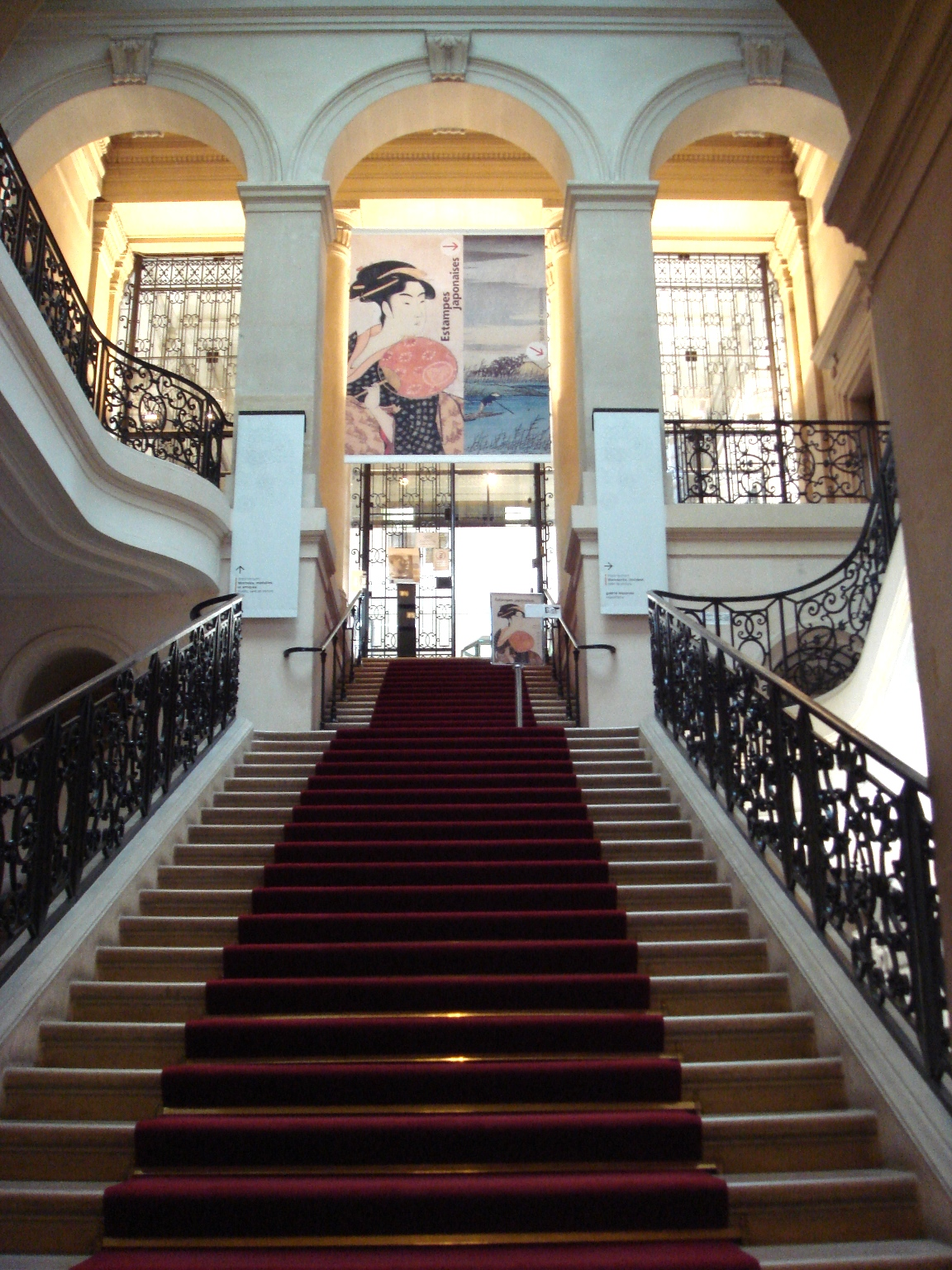
Treppe zum Cabinet des Médailles

Das Cabinet des Médailles ist die Münz- und Antikenabteilung und -sammlung der Bibliothèque nationale de France in Paris. Der offizielle Name lautet Département des monnaies, médailles et antiques. Der Sitz befindet sich im alten Gebäude der Bibliothèque nationale in der Rue de Richelieu. Der Bestand des Museums soll (siehe Weblink) durch den Umbau des gesamten Quartier Richelieu in Zukunft nicht mehr als Ganzes ausgestellt werden.

## Geschichte
Die Sammlung geht auf die Münzsammlung der Könige von Frankreich zurück.

## Sammlung

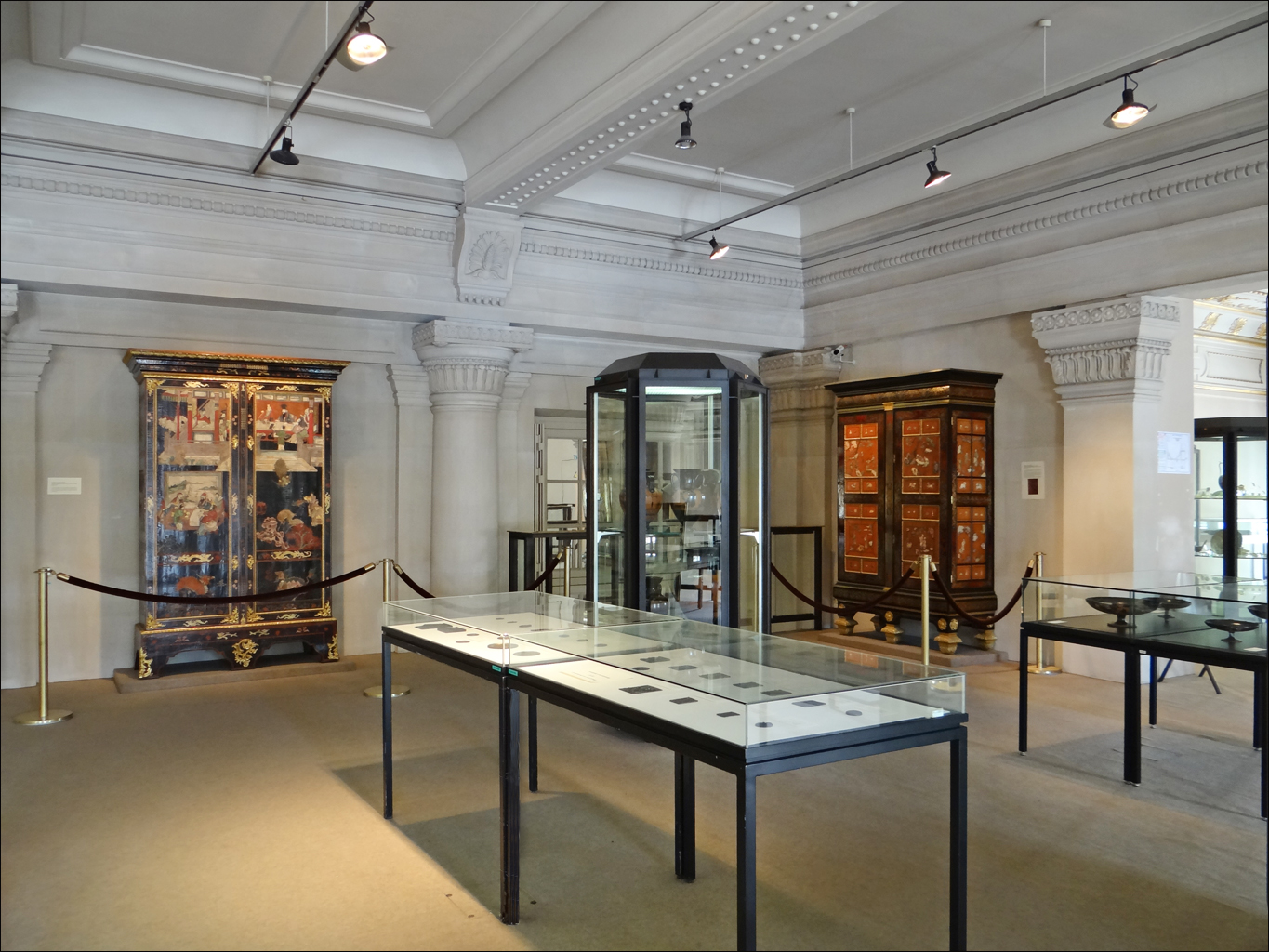
Ausstellungsraum des Cabinet des médailles (2012)

Die Sammlung beherbergt rund 520.000 Münzen und Medaillen, rund 35.000 Kunstobjekte und eine Bibliothek von 80.000 Titeln. Das bedeutendste Stück der Sammlung ist der sogenannte Grand Camée de France. Zu den Prunkstücken der Sammlung zählt auch das aus Elfenbein geschnitzte Schachspiel Karls des Großen, eines der bedeutendsten Schachspiele des europäischen Mittelalters.

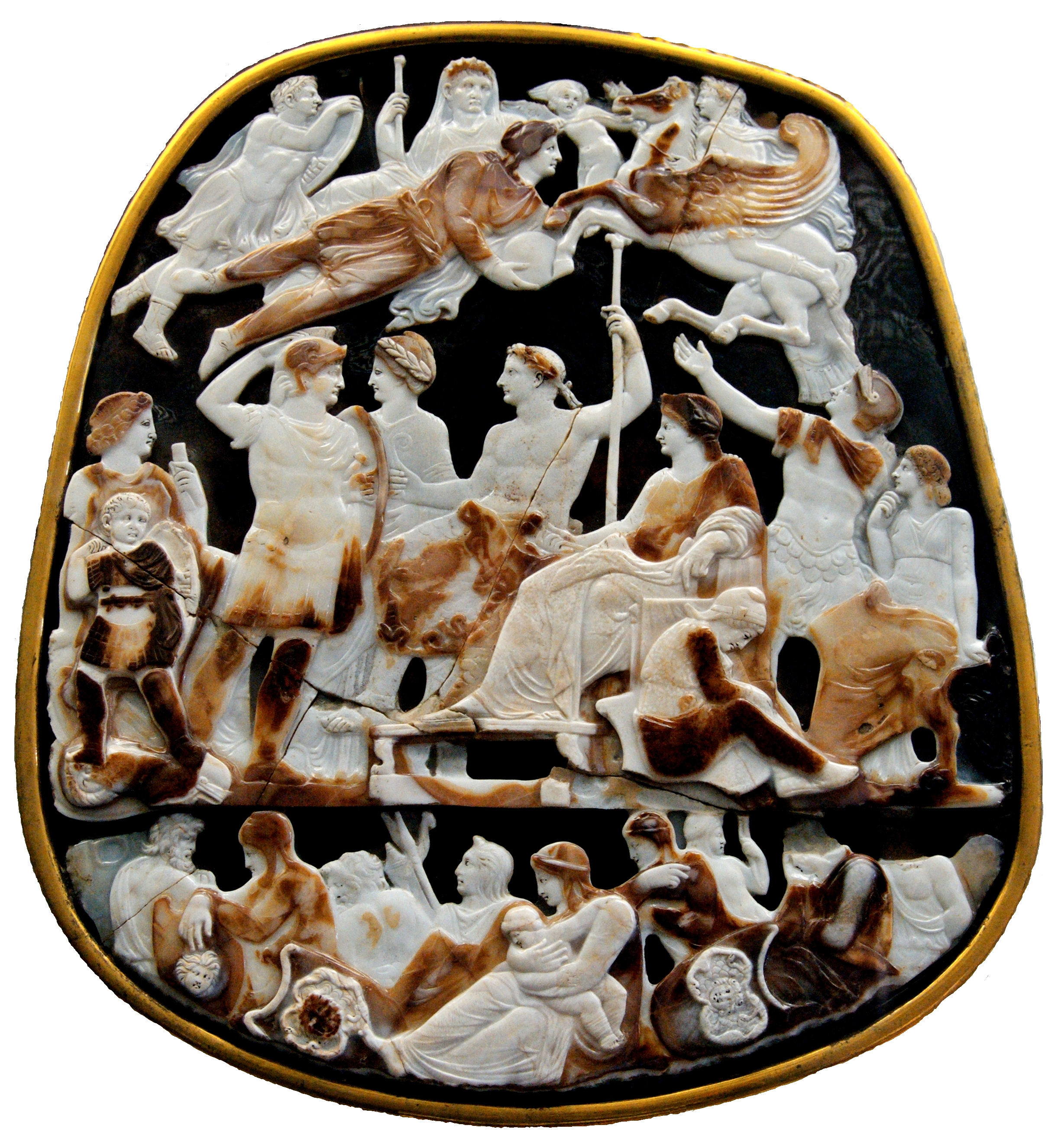
Der Grand Camée de France

## Direktoren des Cabinet des Médailles
- 1719–1754: Claude Gros de Boze
- 1754–1795: Jean-Jacques Barthélemy
- 1795–1799: André Barthélemy de Courçay
- 1795–1818: Aubin-Louis Millin de Grandmaison
- 1799–1830: Pascal-François-Joseph Gossellin
- 1818–1848: Désiré Raoul-Rochette
- 1832–1840: Jean Antoine Letronne
- 1840–1859: Charles Lenormant
- 1859–1890: Anatole Chabouillet
- 1890–1892: Henri Lavoix
- 1892–1924: Ernest Babelon
- 1924–1937: Adolphe Dieudonné
- 1937–1961: Jean Babelon
- 1961–1975: Georges Le Rider
- 1976–1987: Hélène Pierre-Nicolet
- 1988–1990: Cécile Morrisson
- 1991–2013: Michel Amandry
- seit 2013: Frédérique Duyrat